# Lemuel Francis Abbott
För prästen och poeten, se Lemuel Abbott.

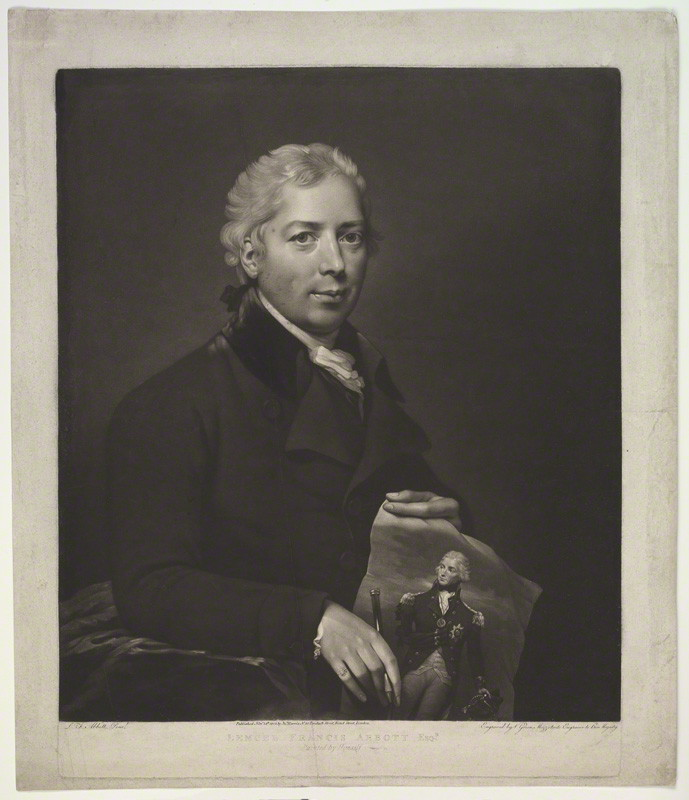
Lemuel Francis Abbott, porträtterad av Valentine Green.

Lemuel Francis Abbott, född 1760, död 5 december 1803 i London, var en brittisk porträttmålare.
Abbott, som var lärjunge till den brittiske målaren Francis Hayman (1708-76), och möjligen även till Joseph Wright of Derby, målade bland annat ett porträtt av lord Nelson som hänger i 10 Downing Street i London.

## Verk (i urval)

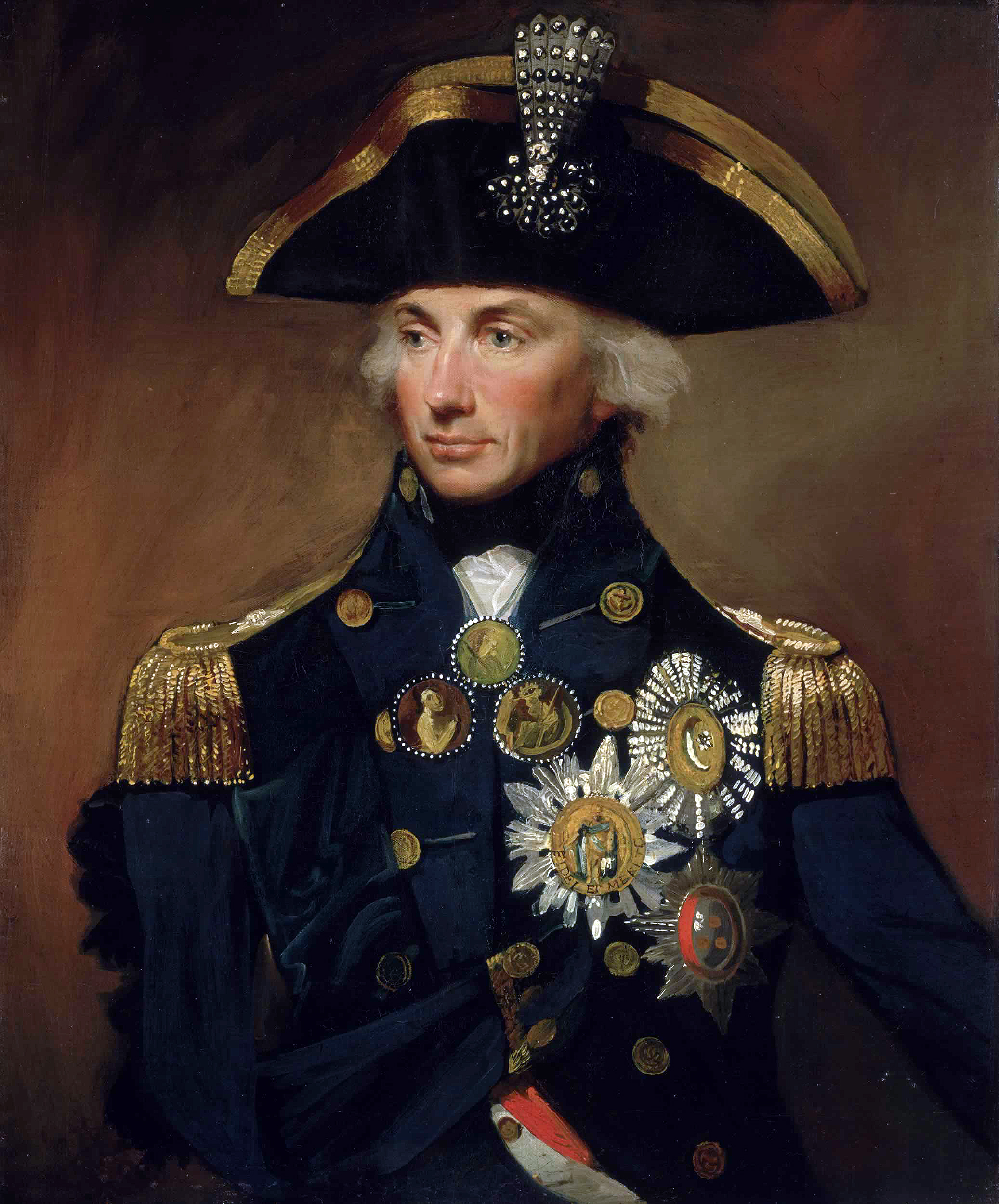
Porträtt över Horatio Nelson, av Lemuel Francis Abbott.
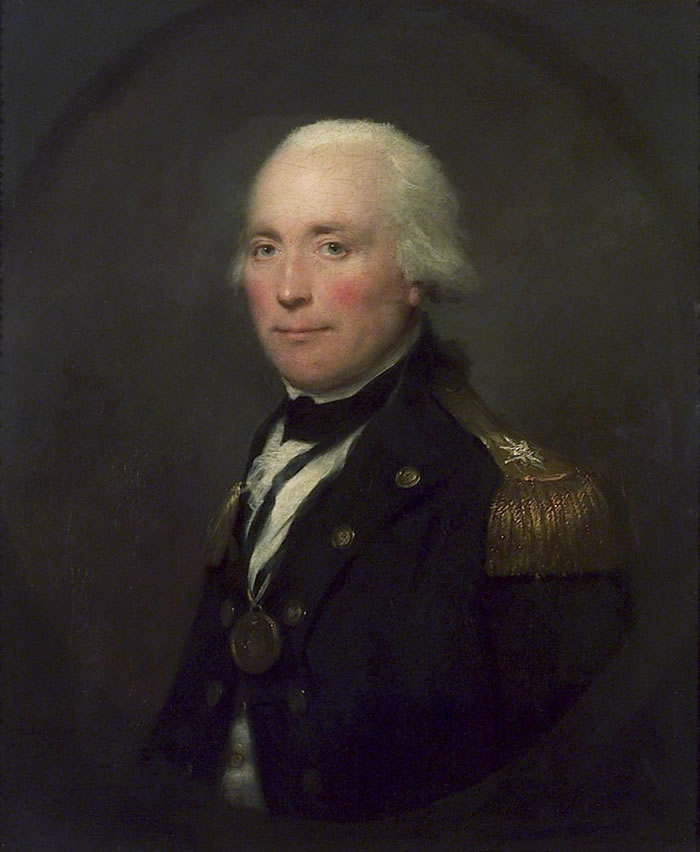
Robert Calder, porträtterad av Lemuel Francis Abbott 1797.
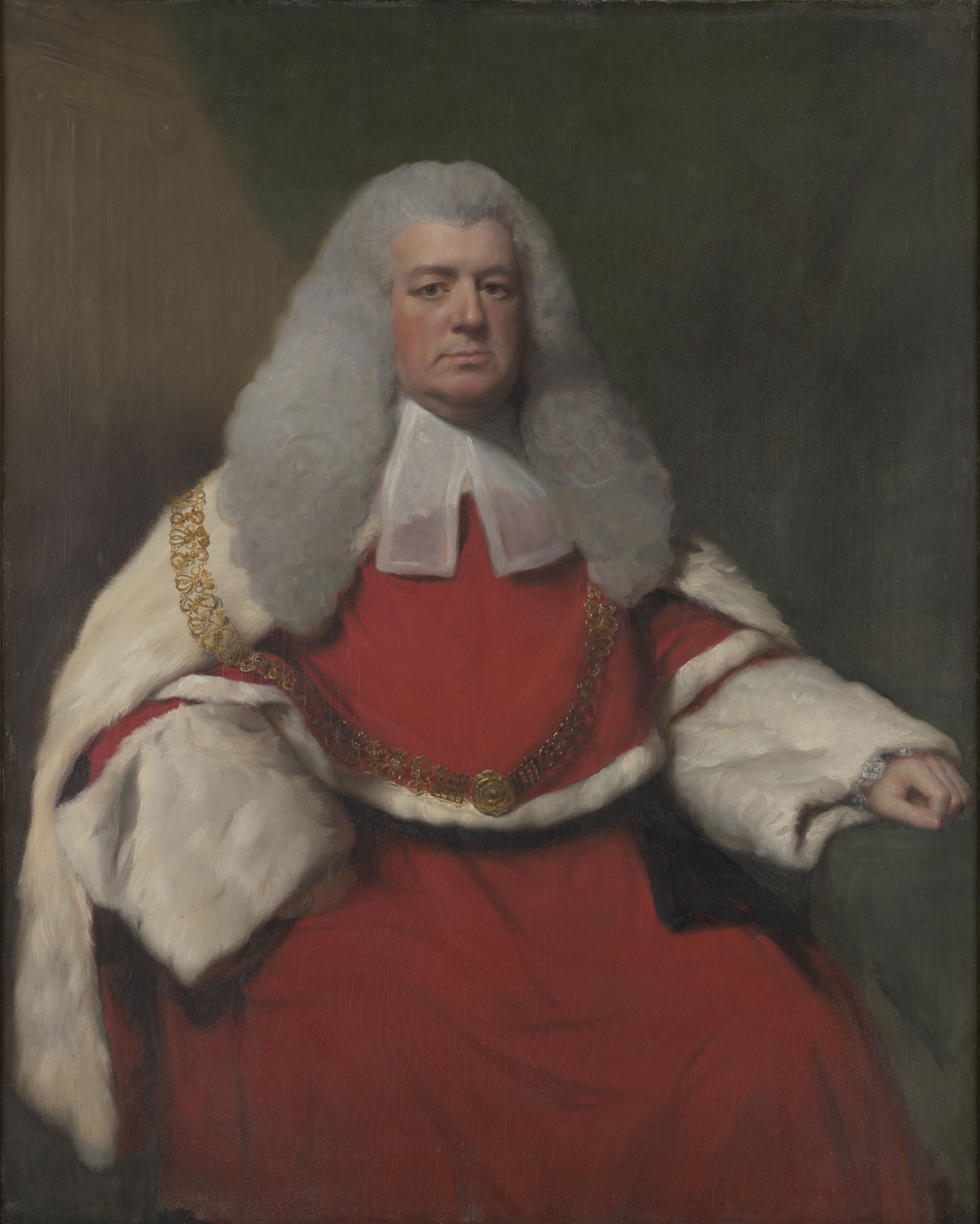
Sir James Eyre, porträtterad av Lemuel Francis Abbott.